# Todiramphus recurvirostris
El alción de pico grueso (Todiramphus recurvirostris) es una especie de ave coraciforme de la familia Halcyonidae endémica de Samoa. Algunos taxónomos lo consideran una subespecie de alción sagrado.